# Elisabeth Herrmann (Schriftstellerin, 1959)

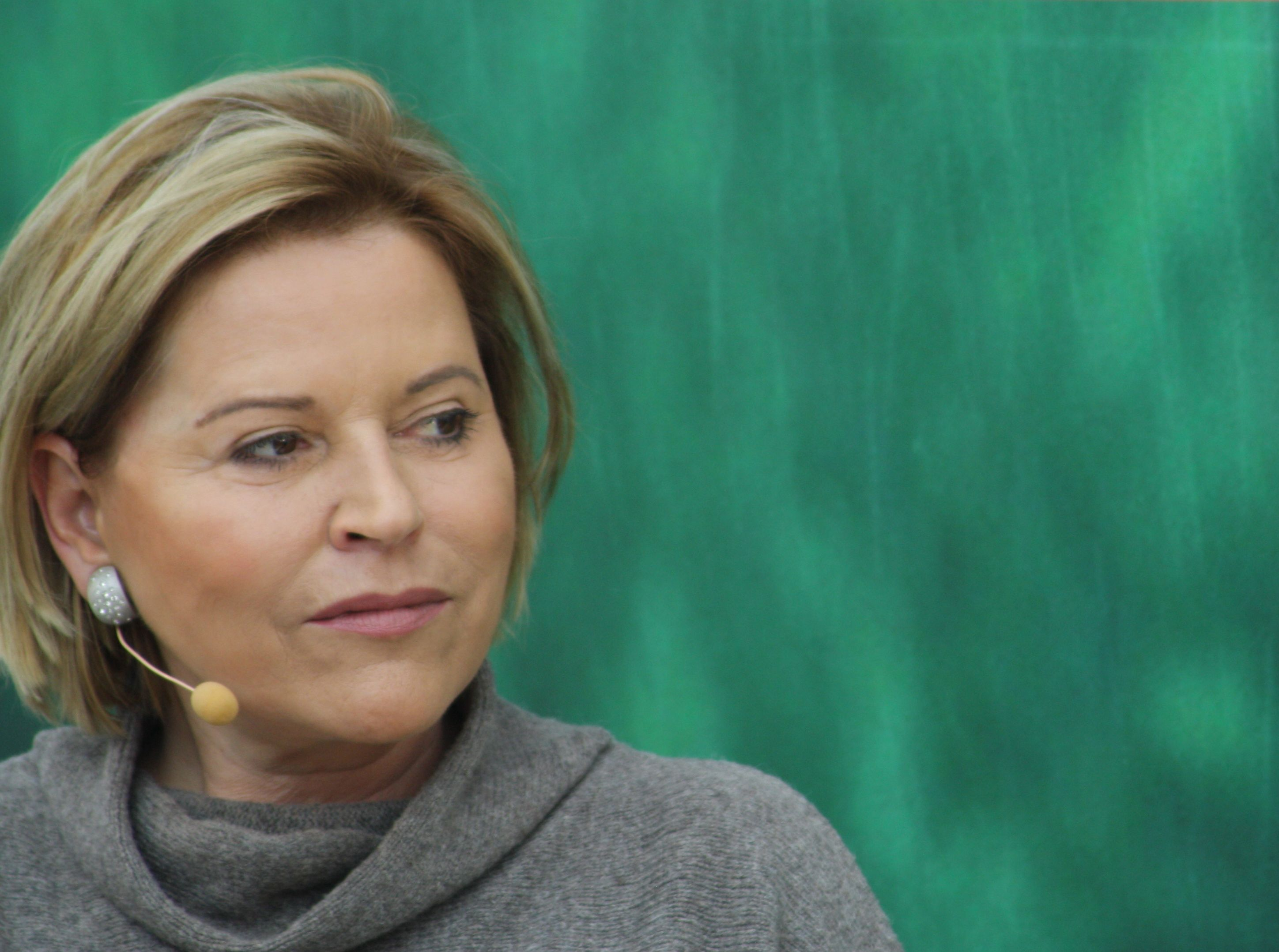
Elisabeth Herrmann auf der Leipziger Buchmesse 2013

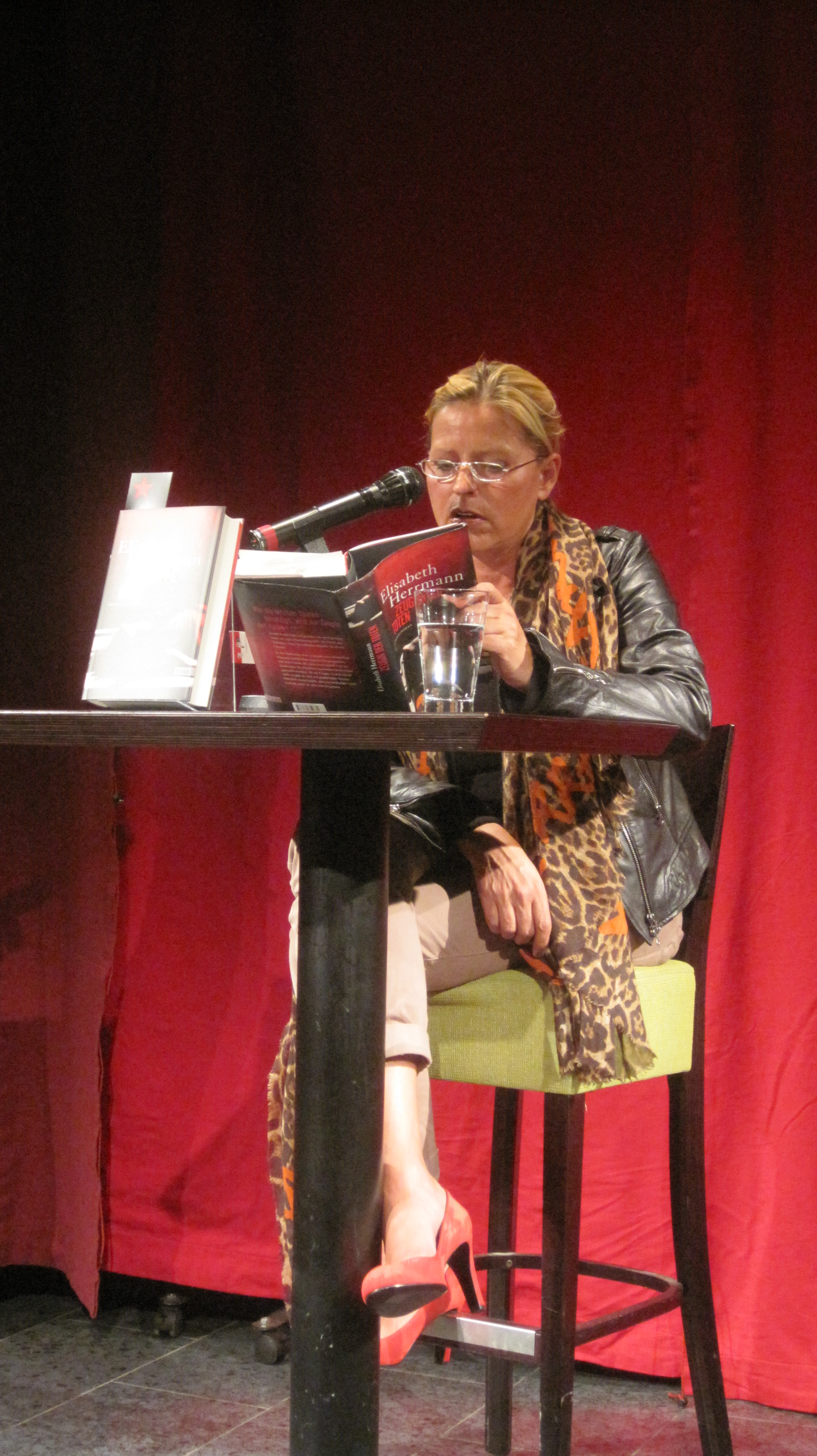
Elisabeth Herrmann auf Lesereise 2011

Elisabeth Herrmann (* 1959 in Marburg) ist eine deutsche Schriftstellerin, Drehbuch- und Hörspielautorin mit einem Schwerpunkt auf Kriminalromanen.

## Leben
Elisabeth Herrmann machte nach einer Ausbildung zur Bauzeichnerin das Abitur auf dem zweiten Bildungsweg am Abendgymnasium Frankfurt am Main. Im Anschluss arbeitete sie als Rundfunk- und Fernsehjournalistin und war Lehrbeauftragte an der Hochschule Mittweida. Nach mehreren Dokumentarfilmen für den SFB/RBB erschien ihr erster Kriminalroman Das Kindermädchen. Herrmann nimmt in ihren Büchern immer wieder Bezug auf die neuere deutsche Geschichte. Darüber hinaus schreibt sie Jugendthriller, Hörspiele und Drehbücher.
Ihr erster Roman Das Kindermädchen wurde 2005 von der Jury der KrimiWelt-Bestenliste (Nordwestradio, Arte, Die Welt) als bester deutschsprachiger Krimi des Jahres (Platz 6) ausgezeichnet. Sie schrieb auch das Drehbuch für die Verfilmung von Carlo Rola. Das ZDF strahlte den gleichnamigen Film am 9. Januar 2012 als Fernsehfilm der Woche aus. Er wurde für den Bambi Publikumspreis 2012 nominiert.
Der Fernsehfilm Die letzte Instanz (EA 20. Januar 2014) nach dem gleichnamigen Roman und dem Drehbuch von Elisabeth Herrmann war mit 7,7 Millionen Zuschauern (und 340.000 Abrufen in der Mediathek) der meistgesehene Montagsfilm des ZDF seit Beginn der Quotenerfassung. Eine Hörspielfassung war bereits 2012 beim Deutschlandfunk Kultur produziert und gesendet worden.
Herrmann verfasste das Drehbuch zum am 10. Dezember 2018 ausgestrahlten ZDF-Fernsehfilm Schattengrund – Ein Harz-Thriller nach ihrem gleichnamigen Kriminalroman. Der Film hatte als „Fernsehfilm der Woche“ mit Josefine Preuß in der Hauptrolle eine Quote von 6,36 Millionen Zuschauern. Das ZDF verfilmte Herrmanns Krimi Requiem für einen Freund mit Jan Josef Liefers und Stefanie Stappenbeck, der bereits 2021 erstgesendet wurde.
Die Schriftstellerin lebt in Berlin.

## Auszeichnungen
2011 wurde Elisabeth Herrmann mit dem Radio Bremen Krimipreis ausgezeichnet. Für den Roman Zeugin der Toten wurde sie 2012 mit dem Deutschen Krimi Preis ausgezeichnet. 2014 erhielt sie für den Roman Das Dorf der Mörder den Krimipreis Herzogenrather Handschelle. 2023 erhielt Herrmann für den Roman Ravna - Die Tote in den Nachtbergen den Glauser-Preis in der Kategorie Jugendkrimi.

## Werke

### Joachim-Vernau-Kriminalromane
- Das Kindermädchen (2005), Rotbuch Verlag, 432 Seiten, ISBN 978-3-434-53138-8.
- Die siebte Stunde (2007), List Verlag, 416 Seiten, ISBN 978-3-471-79553-8.
- Die letzte Instanz (2009), List Verlag, 416 Seiten, ISBN 978-3-471-35005-8.
- Versunkene Gräber (2013), Goldmann Verlag, 448 Seiten, ISBN 978-3-442-47995-5.
- Totengebet (2016), Goldmann Verlag, 448 Seiten, ISBN 978-3-442-48249-8.
- Requiem für einen Freund (2020), Goldmann Verlag, 474 Seiten, ISBN 978-3-442-48250-4.
- Düstersee (2022), Goldmann Verlag, 464 Seiten, ISBN 978-3-442-49282-4.
- Blutanger (2024), Goldmann Verlag, 496 Seiten, ISBN 978-3-442-49451-4.

Alle Vernau-Romane wurden unter dem Titel Joachim Vernau verfilmt.

### Sanela-Beara-Kriminalromane
- Das Dorf der Mörder (2013), Goldmann Verlag, 480 Seiten, ISBN 978-3-442-31325-9.
- Der Schneegänger (2015), Goldmann Verlag, 446 Seiten, ISBN 978-3-442-31386-0.

Beide Romane wurden unter dem jeweiligen Namen (Das Dorf der Mörder und Der Schneegänger) verfilmt.

### Judith-Kepler-Kriminalromane
- Zeugin der Toten (2011), List Verlag, 427 Seiten, ISBN 978-3-471-35037-9.
- Stimme der Toten (2017), Goldmann, 539 Seiten, ISBN 978-3-442-31391-4.
- Schatten der Toten (2019), Goldmann, 672 Seiten, ISBN 978-3-442-31392-1.

Bisher wurde der erste Roman der Reihe verfilmt.

### Ravna-Kriminalromane
- Tod in der Arktis (2021), cbj München, 464 Seiten, ISBN 978-3-570-17608-5.
- Die Tote in den Nachtbergen (2022), cbj München, 464 Seiten, ISBN 978-3-570-17609-2.
- Arktische Rache (2024), cbj München, ISBN 978-3-570-31619-1.

### Historische Romane
- Konstanze (2009), List Taschenbuch Verlag, 468 Seiten, ISBN 978-3-548-60893-8.
- Konstanze. Die zwei Könige (2011), List Taschenbuch Verlag, 469 Seiten, ISBN 978-3-548-60920-1.
- Der Teepalast (2021), Goldmann Verlag, 653 Seiten, ISBN 978-3-442-49211-4.
- Der Teegarten (2023), Goldmann Verlag, 720 Seiten, ISBN 978-3-442-20636-0.

### Kriminalromane für Jugendliche
- Lilienblut (2010), cbt Verlag, 448 Seiten, ISBN 978-3-570-30762-5.
- Schattengrund (2012), cbt Verlag, 416 Seiten, ISBN 978-3-570-16126-5.
- Seefeuer (2014), cbt Verlag, 415 Seiten, ISBN 978-3-570-16267-5.
- Die Mühle (2016), cbt Verlag, 448 Seiten, ISBN 978-3-570-16423-5.

### Weitere Jugendbücher
- Seifenblasen küsst man nicht (2013), cbt Verlag, 315 Seiten, ISBN 978-3-570-30867-7.
- Zartbittertod (2018), cbt Verlag, ISBN 978-3-570-16513-3.

### Hörspiele
- Das Kindermädchen, Joachim Vernaus erster Fall, Regie: Bärbel Jarchow-Frey, Deutschlandradio Kultur 2007
- Schlick. Regie: Sven Stricker, Radio-Tatort 36, NDR 2010
- Versunkene Gräber. Regie: Sven Stricker, Radio-Tatort 47, NDR 2011
- Chicken Highway, Regie: Sven Stricker, Radio Tatort 59, NDR 2012
- Ans Wasser, Regie: Sven Stricker, Radio Tatort 68, NDR 2013
- Das Grab der kleinen Vögel, Regie: Sven Stricker, Radio Tatort 87, NDR 2015
- Im Jahr des Affen, Regie: Sven Stricker, Radio Tatort 106, NDR 2016
- Die letzte Instanz, Joachim Vernaus dritter Fall, Bearbeitung und Regie: Andrea Getto, Deutschlandradio Kultur 2012.[6]

### Hörbücher
- Die 7. Stunde (2007), Audiobuch Freiburg, gelesen von Boris Aljinovic, 5 CDs 394 Min., ISBN 978-3-89964-266-7
- Die 7. Stunde (2014), Audio-Media-Verlag, gelesen von Herbert Schäfer, 6 CDs 458 Min., ISBN 978-3-86804-869-8
- Lilienblut (2010), Random House Audio Köln, gelesen von der Autorin, gekürzt 5 CDs 365 Min., ISBN 978-3-8371-0294-9
- Zeugin der Toten (2011), Hörbuch Hamburg Hamburg, gelesen von Nina Petri, gekürzt 6 CDs 478 Min., ISBN 978-3-89903-038-9
- Das Kindermädchen (2012), Random House Audio Köln, gelesen von Roeland Wiesnekker, gekürzt 6 CDs 453 Min., ISBN 978-3-8371-0434-9
- Schattengrund (2013), Random House, gelesen von Laura Maire, gekürzt 6 CDs 451 Min., ISBN 978-3-86717-970-6
- Das Dorf der Mörder (2013), Der HörVerlag, gelesen von Eva Mattes, gekürzt, 7 CDs 553 Min., ISBN 978-3-86717-984-3
- Versunkene Gräber (2013), Der HörVerlag, gelesen von Max Hopp, 2 MP3-CDs, ISBN 978-3-8445-1340-0
- Versunkene Gräber (2014), Der HörVerlag, gelesen von Thomas M. Meinhardt, 2 MP3-CDs, ISBN 978-3-8445-1551-0
- Der Schneegänger (2015), Der Hörverlag, gelesen von Eva Mattes, 6 CDs 485 Min., ISBN 978-3-8445-1727-9

### Drehbücher
- 2012: Joachim Vernau: Das Kindermädchen
- 2013: Joachim Vernau: Die Letzte Instanz
- 2013: Joachim Vernau: Der Mann ohne Schatten
- 2015: Das Dorf der Mörder (mit Niki Stein)
- 2016: Joachim Vernau: Die 7. Stunde
- 2018: Schattengrund – Ein Harz-Thriller
- 2019: Der Schneegänger (mit Josef Rusnak)